# Анна Коракакі
Анна Коракакі (грец. Άννα Κορακάκη, нар. 8 квітня 1996 року) — грецька спортсменка (кульова стрільба), золота і бронзова призерка Олімпійських ігор 2016 року в стрільбі з пневматичного пістолета.
12 березня 2020 року Коракакі стала першою жінкою в історії Олімпійських ігор, яка була обрана першим факелоносцем естафети олімпійського вогню.

## Виступи на Олімпіадах
| Олімпіада           | Дисципліна                       | Місце |
| ------------------- | -------------------------------- | ----- |
| Ріо-де-Жанейро 2016 | пневматичний пістолет, 10 метрів | 3     |
| Ріо-де-Жанейро 2016 | пістолет, 25 метрів              | 1     |
| Токіо 2020          | пневматичний пістолет, 10 метрів | 6     |
| Токіо 2020          | пістолет, 25 метрів              | 6     |
| Париж 2024          | пневматичний пістолет, 10 метрів | 44    |
| Париж 2024          | пістолет, 25 метрів              | 34    |